# Chicoutimi Saguenéens
Chicoutimi Saguenéens (francouzsky Saguenéens de Chicoutimi) je kanadský juniorský klub ledního hokeje, který sídlí v Saguenay v provincii Québec. Od roku 1973 působí v juniorské soutěži Quebec Major Junior Hockey League. Své domácí zápasy odehrává v hale Centre Georges-Vézina s kapacitou 4 724 diváků. Klubové barvy jsou námořnická modř, nebeská modř a bílá.
Nejznámější hráči, kteří prošli týmem byli např.: Ramzi Abid, Marek Zagrapan, Juraj Mikúš, Stanislav Hudec, Radoslav Suchý, Francis Lemieux, Julien Brouillette, Antoine Roussel nebo Marc Denis.

## Úspěchy
- Vítěz QMJHL ( 2× )
  - 1990/91, 1993/94

## Přehled ligové účasti
Zdroj: 
- 1973–1976: Quebec Major Junior Hockey League (Východní divize)
- 1976–1981: Quebec Major Junior Hockey League (Diliova divize)
- 1981–1982: Quebec Major Junior Hockey League
- 1982–1988: Quebec Major Junior Hockey League (Diliova divize)
- 1988–1990: Quebec Major Junior Hockey League
- 1990–1999: Quebec Major Junior Hockey League (Diliova divize)
- 1999–2005: Quebec Major Junior Hockey League (Východní divize)
- 2005–2006: Quebec Major Junior Hockey League (Západní divize)
- 2006–2008: Quebec Major Junior Hockey League (Telusova divize)
- 2008– : Quebec Major Junior Hockey League (Východní divize)